# 飯野坂古墳群
飯野坂古墳群（いいのざかこふんぐん）は、宮城県名取市飯野坂山居に所在する大型前方後方墳が群集する特異な古墳群である。
1978年（昭和53年）3月16日、国の史跡に指定される。

## 概要
本古墳群は、標高30mの愛島丘陵の北東部縁辺の名取市飯野坂5丁目から名取が丘1丁目にかけて立地している。開発ブームがこの地にも押し寄せてきて、名取ニュータウン造成計画が持ち上がった。これに対処するために名取市教育委員会により、1975年（昭和50年）、1976年（昭和51年）に古墳群を含む地域一帯の地形測量が行われ、本古墳群が前方後方墳と方墳を含む全国的にもあまり例のない特異な構成であることが判明した。その後、史跡に指定されることになった。
築造年代については、方墳の山囲古墳が後期古墳に属し、薬師堂古墳などの前方後方墳は、築造順があるものの4世紀末から5世紀にわたると考えられている。
なお、当丘陵の南東部には東北地方最大の前方後円墳である雷神山古墳（北緯38度9分4.3秒 東経140度52分46.9秒）が、円墳の小塚古墳（北緯38度9分7.3秒 東経140度52分49.3秒）と並んである。

## 規模・形状・構成
現在の史跡指定区域内には、5基の前方後方墳と2基の方墳がある。史跡指定区域の南側には、かつて山囲古墳と唐戸塚古墳があった。

### 史跡区域内
当地の古墳は、東に向かって仙台平野（名取平野）に突き出した愛島丘陵の北東端に並んでおり、5つの前方後方墳は総て後方部を北西、前方部を南東としている。
まず、以下の4基の前方後方墳が北西から南東にかけてほぼ一直線状に並んでいる。
- 山居北古墳（前方後方墳：全長40m、北緯38度9分43.4秒 東経140度52分39.1秒）
- 山居古墳（前方後方墳：全長60m、北緯38度9分40.7秒 東経140度52分42.1秒）
- 宮山古墳（前方後方墳：全長60m、北緯38度9分36.2秒 東経140度52分50.5秒）
- 薬師堂古墳（前方後方墳：全長65m、北緯38度9分33.5秒 東経140度52分58.5秒）

山居古墳の東側に、以下の3基の古墳が並んである。
- 観音塚北2号墳（方墳：一辺 14.2m、北緯38度9分43.4秒 東経140度52分42.3秒）
- 観音塚北1号墳（方墳：一辺14.4m、北緯38度9分43.5秒 東経140度52分43.9秒）
- 観音塚古墳（前方後方墳：全長65m、北緯38度9分42.2秒 東経140度52分45.3秒）

### 史跡区域外
当史跡には指定されていないが、宮山古墳の南側に隣接して唐戸塚古墳（からとづか）、および、薬師堂古墳の南側に山囲古墳（やまがこい）があった。
- 唐戸塚古墳跡（北緯38度9分33.7秒 東経140度52分49.2秒）
- 山囲古墳跡（北緯38度9分29.8秒 東経140度52分58.2秒）

## 副葬品・埋葬施設
1949年（昭和24年）、山囲古墳が発掘調査され、主体部は横穴式石室で、頭椎大刀（かぶつちたち）が出土している。薬師堂古墳の西くびれ部から壺形埴輪が出土している。